# Route nationale 70 (Estonie)
Pour les articles homonymes, voir Route nationale 70.
La route nationale 70 (Tugimaantee 70) est une route nationale estonienne reliant Antsla à Vaabina. Elle mesure 6,9 km.

## Tracé
- Comté de Võru
  - Antsla
  - Kraavi (en)
  - Vaabina